# Turquie aux Jeux olympiques d'été de 1960
La Turquie participe aux Jeux olympiques d'été de 1960 à Rome au Italie du 25 août au 11 septembre. Il s'agit de sa 9e participation à des Jeux d'été.

## Médaillés
| Medal                              | Name               | Sport | Event                             |
| ---------------------------------- | ------------------ | ----- | --------------------------------- |
| Médaille d'or, Jeux olympiques     | Müzahir Sille      | Lutte | Lutte gréco-romaine -62 kg Hommes |
| Médaille d'or, Jeux olympiques     | Mithat Bayrak      | Lutte | Lutte gréco-romaine -73 kg Hommes |
| Médaille d'or, Jeux olympiques     | Tevfik Kiş         | Lutte | Lutte gréco-romaine -87 kg Hommes |
| Médaille d'or, Jeux olympiques     | Ahmet Bilek        | Lutte | Lutte libre -52 kg Hommes         |
| Médaille d'or, Jeux olympiques     | Mustafa Dağıstanlı | Lutte | Lutte libre -62 kg Hommes         |
| Médaille d'or, Jeux olympiques     | Hasan Güngör       | Lutte | Lutte libre -79 kg Hommes         |
| Médaille d'or, Jeux olympiques     | İsmet Atlı         | Lutte | Lutte libre -87 kg Hommes         |
| Médaille d'argent, Jeux olympiques | İsmail Ogan        | Lutte | Lutte libre -73 kg Hommes         |
| Médaille d'argent, Jeux olympiques | Hamit Kaplan       | Lutte | Lutte libre +87 kg Hommes         |